# Psyche carpini
Psyche carpini är en fjärilsart som beskrevs av Franz Paula von Schrank 1802. Psyche carpini ingår i släktet Psyche och familjen säckspinnare. Inga underarter finns listade.